# Drapeau et armoiries de Toluca
Vous pouvez aider à l'améliorer ou bien discuter des problèmes sur sa page de discussion.
- Il ne cite pas suffisamment ses sources. Vous pouvez indiquer les passages à sourcer avec {{référence nécessaire}} ou {{Référence souhaitée}}, et inclure les références utiles en les liant aux notes de bas de page. (Marqué depuis octobre 2024)
- Son introduction est soit absente, soit non conforme aux conventions de Wikipédia. (Marqué depuis octobre 2024)
- La traduction doit être revue. Le contenu est difficilement compréhensible à cause d’erreurs de traduction, peut-être dues à l’utilisation d’un logiciel de traduction automatique. (Marqué depuis octobre 2024)
- Il est orphelin : moins de trois articles lui sont liés. Aidez à ajouter des liens en plaçant le code [[Drapeau et armoiries de Toluca]] dans les articles relatifs au sujet. (Marqué depuis octobre 2024)

- Archive Wikiwix
- Bing
- Cairn
- DuckDuckGo
- E. Universalis
- Gallica
- Google
- G. Books
- G. News
- G. Scholar
- Persée
- Qwant
- (zh) Baidu
- (ru) Yandex
- (wd) trouver des œuvres sur Wikidata

## Drapeau
Le drapeau de la ville de Toluca, de la municipalité de Toluca, représente les armoiries de la ville sur fond blanc. Il a été adopté le 2020.

### Histoire

Le premier drapeau de la ville de Toluca.

Le premier drapeau de la ville de Toluca était un drapeau tricolore vert, blanc et rouge avec un blason chargé au centre de la bande blanche. Bien que la signification des couleurs ait changé au fil du temps, ces trois couleurs ont été adoptées par le drapeau des Trois Garanties en l'honneur des insurgés indépendantistes du pays.
Le premier drapeau de Toluca est apparu dans le Premier Bataillon des Peuples Libres de Toluca de Felipe Berriozábal afin de combattre les bandes de scélérats qui ravageaient l'État de Mexico, à la fin de la Guerre de la Réforme en 1861.
Actuellement, des décorations vertes, blanches et rouges sont placées chaque année dans toute la municipalité pour honorer les héros, donnant naissance au drapeau tricolore de Toluca qui flotte chaque année sur la place principale des Martyrs et dans la mairie.

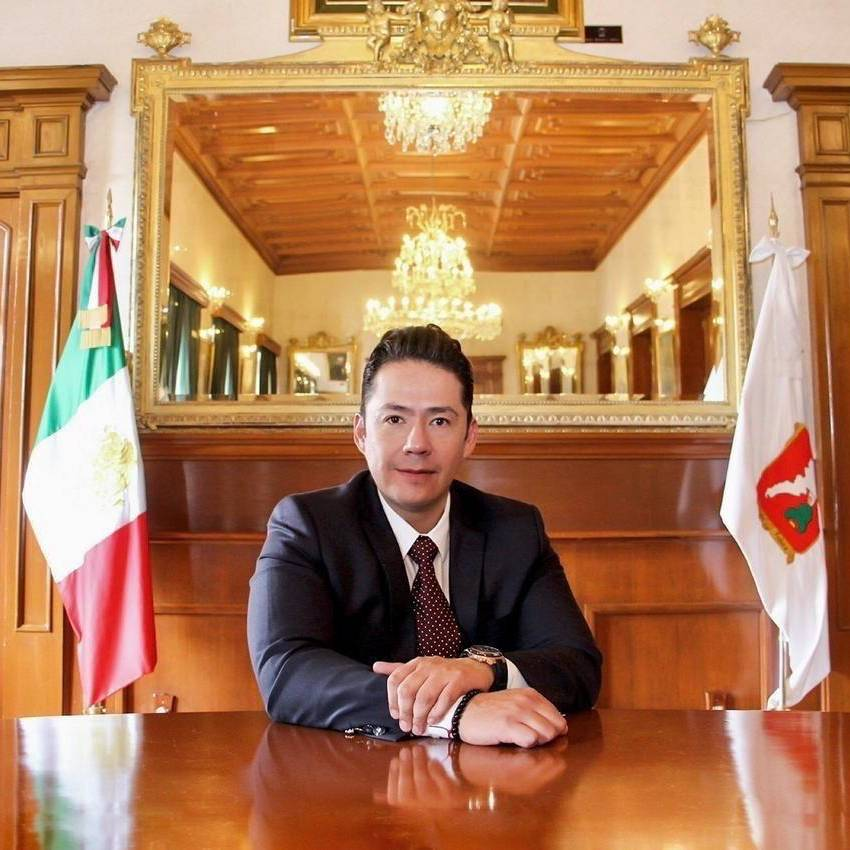
Nouveau drapeau de la villa de Toluca.

La municipalité de Toluca, la capitale de l'État, ne dispose pas de drapeau officiel, à l'intérieur de la salle du conseil de la mairie se trouve un drapeau blanc avec les armoiries de la municipalité.

### Drapeaux historiques

Drapeau de Benito Juárez (1982-2020)

## Armoiries

Armoiries de Toluca.

En 1985, à la suggestion de la mairie de Toluca, elle a adopté comme blason municipal les figures héraldiques précolombiennes locales utilisées à l'époque de la domination mexicaine : Tolutepetl. Une figure similaire apparaît dans les peintures de la Matriculation du tribut aztèque et dans le Codex Mendocino.
Le blason de Toluca est un sceau national mexicain qui se trouve au-dessus du blason de Toluca, conformément au blason de l'État de Mexico, toponyme original de Toluca avec le territoire municipal de Toluca à l'intérieur d'un champ de gueules (rouge). En bas, la légende: Municipio de Toluca (Municipalité de Toluca).

### Historie
Le nom de Toluca est basé sur le toponyme náhuatl qui désignait la région lorsque les Aztèques la renommèrent. Le nom a son origine dans le mot tollocan qui vient du nom du dieu Tollo, plus le suffixe locatif can, pour désigner le « lieu de Tolo ». Il est également mentionné dans un certain nombre de codex aztèques sous le nom de Tolutépetl, qui signifie colline du dieu Tolo, une allusion au volcan voisin.
Toluca est devenue une ville le 12 septembre 1799, lorsque le monarque espagnol Charles IV lui a donné le titre et le bouclier héraldique. Ce bouclier royal portait les couleurs du drapeau espagnol, jaune et rouge, ainsi que quatre lions rampants, des aigles couronnés liés à la royauté espagnole, deux tours et d'autres figures sur un fond bleu ciel, une couleur traditionnellement attribuée à la famille Bourbon.